# Martin Eduard Winkler
Martin Eduard Winkler (* 23. Dezember 1893 in Leipzig; † 3. August 1982 in Feldafing) war ein deutscher Historiker, Russlandforscher und Ikonensammler.

## Leben
Winkler lernte an der Thomasschule zu Leipzig. Er studierte Geschichte, Literatur, Kunstgeschichte und Archäologie an der Universität Straßburg sowie Kulturgeschichte an der Universität Leipzig. Nach dem Ersten Weltkrieg, in dem er mit dem Eisernen Kreuz 2. Klasse und dem Verwundetenabzeichen in Mattweiß ausgezeichnet wurde, setzte er seine Studien in Klassischer Archäologie und Europäischer Geschichte fort. Er habilitierte sich an der Universität Königsberg in Russischer Geschichte. 1924 unternahm er seine erste Reise nach Moskau und Sankt Petersburg. Im Jahr 1929 wurde er zum nichtbeamteten außerordentlichen Professor für Osteuropäische Geschichte und Direktor der Geschichtsabteilung des Russischen Institutes in Königsberg ernannt.
Im Jahr 1934 verlor er durch die Nazis seine Position am Russischen Institut in Königsberg. 1935 wurde er zum ordentlichen Professor an der Universität Wien ernannt. Nach dem „Anschluss“ Österreichs wurde er beurlaubt und 1939 aus politischen Gründen (Verbindungen zu „probolschewistischen Kreisen“) in den Ruhestand versetzt. Bis 1942 arbeitete er in seiner Privatbibliothek in Berlin und vollendete die Buchreihe Russische Kulturgeschichte. Er wurde Privatsammler für russische Ikonen, welche er 1955 aus finanziellen Gründen an die Stadt Recklinghausen verkaufen musste, welche das Ikonen-Museum Recklinghausen einrichtete. Die Sammlung zählt zu den bedeutendsten in Deutschland.
Winkler war seit 1932 mit der Journalistin Nora von Beroldingen verheiratet, die 1953 verstarb.

## Veröffentlichungen (Auswahl)
- Zwischen Moskau und Archangelsk. Meine erste Reise in die Sowjetunion im Jahre 1924. Hrsg. und eingeleitet von Gerd und Erika Voigt (= Cognoscere. Band 8). edition ost, Berlin 1996, ISBN 3-929161-90-7.
- Russische historische Miniaturen. Feldafing 1978.
- Slavische Geisteswelt. Holle, Darmstadt 1955.
- Zarenlegende. Glanz und Geheimnis um Alexander I. Frundsberg, Berlin 1941; 2. Auflage, Winkler, München 1948.
- Peter Jakovlevič Čaadaev. Ein Beitrag zur russischen Geistesgeschichte des 19. Jahrhunderts. Berlin/Königsberg 1927.